# Konrad Alexander Vrints von Treuenfeld
Freiherr  Konrad Alexander Vrints von Treuenfeld  (*  1707 in Bremen; † 1780 in Bremen) war ein kaiserlicher Resident (Gesandter) und Postmeister in Bremen.

## Biografie
Die katholische Familie Vrints (de Silvesa) stammte aus Spanien. Ein Familienzweig kam im 16. Jahrhundert in die Spanische Niederlande. Konrad Alexander Vrints von Treuenfeld war der Enkel von Johann Gerhard Vrints von Treuenfeld (1611–1685) und Sohn von Theobald Georg Vrints von Treuenfeld (1671–1745), beide Postmeister der Kaiserlichen Reichspost in Bremen, die mit dem Haus Thurn und Taxis als Generalpostmeister verbunden war. 1744 war die Familie zu Freiherrn erhoben worden. Auch Alexander wurde 1745, nach dem Tod seines Vaters, sowohl kaiserlicher Postmeister als auch kaiserlicher Resident in Bremen. Zuvor hatte er das Alte Gymnasium in Bremen absolviert. Er war danach Adjunkt (Assistent) seines Vaters, bevor er Postmeister wurde. Er war zudem dänischer Landrat in der Grafschaft Oldenburg und besaß das Gut Strückhausen in der Wesermarsch.
Das kaiserliche Postamt soll um 1745 von der Westerstraße in der Neustadt in den Eschenhof an der Domsheide – früher Residenz des schwedischen Vertreters Alexander Erskein – verlegt worden sein. Heute befindet sich an dieser Stelle das Hauptpostamt Bremen. Vrints richtete hier eine katholische Kapelle ein. 
Er war verheiratet mit Maria Theresia, geb. Freiin von Kurtzrock auf Wellingsbüttel, der Tochter seines ebenfalls katholischen Hamburger Kollegen Maximilian Heinrich von Kurtzrock († 1735). Beide Familien waren mehrfach verschwägert.
1780 wurde Vrints wie Vater und Großvater in der katholischen Kirche St. Johann beigesetzt. 
Nachfolger als kaiserlicher Postmeister war sein Sohn Heinrich Vrints von Treuenfeld (1734–1812).